# Holoxea excavans
Holoxea excavans är en svampdjursart som beskrevs av Calcinai, Bavestrella, Cerrano och Sarà 200. Holoxea excavans ingår i släktet Holoxea och familjen Ancorinidae.
Artens utbredningsområde är Taiwan. Inga underarter finns listade i Catalogue of Life.